# Lichtenfels (stacja kolejowa)
Lichtenfels – stacja kolejowa w Lichtenfels, w kraju związkowym Bawaria, w Niemczech. Znajdują się tu 4 perony.
| Lichtenfels                       |  |                             |
| Linia Bamberg - Hof (31,9 km)     |  |                             |
| Bad Staffelsteinodległość: 6,2 km |  | Michelau odległość: 34,2 km |